# 新猶太會堂 (大波蘭地區奧斯特魯夫)

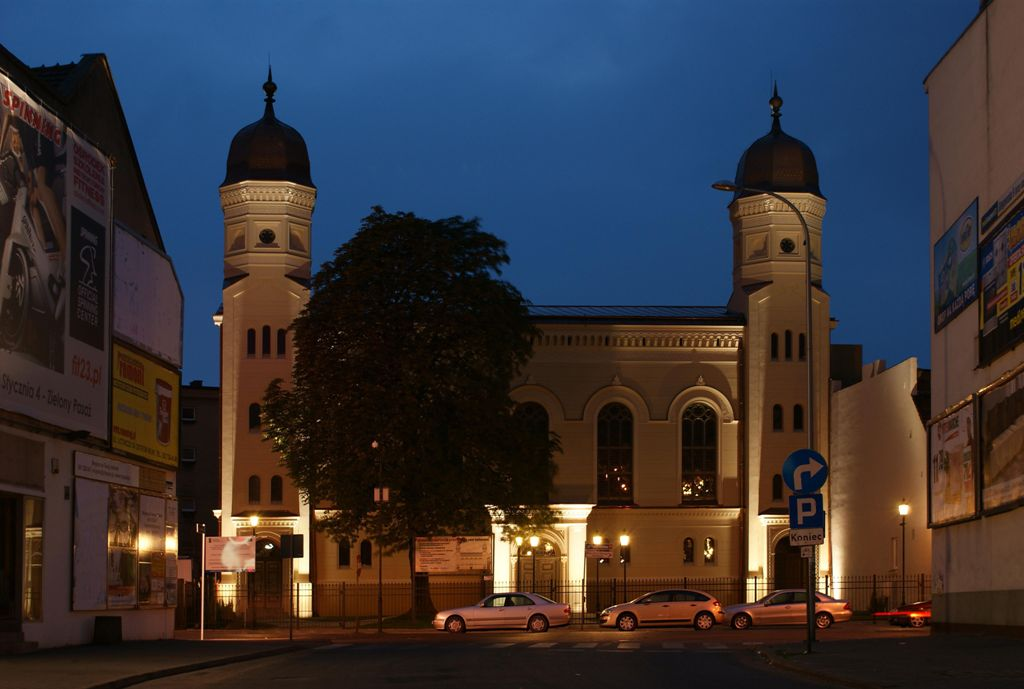
新猶太會堂

新猶太會堂（New Synagogue）是波蘭城市大波蘭地區奧斯特魯夫的一座猶太會堂，位於前猶太區的北界。現在這座猶太會堂是大波蘭地區奧斯特魯夫唯一一座活躍的猶太會堂。新猶太會堂的建築外觀是摩爾式建築。2010年，新猶太會堂得到了修復。
51°39′07″N 17°48′46″E / 51.65194°N 17.81278°E